# Gérard Vée
Gérard Vée, né le 15 décembre 1912 à Sainpuits et mort le 11 janvier 1986 à Paris, est un homme politique français. 

## Biographie
Secrétaire de la Confédération nationale paysanne (proche de la gauche) de 1936 à 1939, résistant, fondateur de La République combattante, Gérard Vée poursuit après la Libération une double carrière politique et journalistique. Il a été député de l'Yonne de 1945 à 1951, conseiller général du canton de Saint-Sauveur-en-Puisaye dans le même département de 1958 à 1982 et a milité à la SFIO.
Chef du service de presse de Guy Mollet à la présidence du conseil (1956-1957), il est chargé de mission au ministère de l'Agriculture de 1958 à 1974. Il est ensuite actif dans les associations d'aide aux handicapés, notamment pour les malades de la poliomyélite. Hostile au programme commun avec les communistes, il milite dans le Mouvement démocrate socialiste de France animé par Max Lejeune dans les années 1970.
érard Vée était issu d’une famille de petits notables ruraux bourguignons : agriculteurs et entrepreneurs de battages, son grand-père et son père (Henri),
ont été conseillers municipaux, puis maires de Sainpuits depuis le début du XXe siècle. Il fréquenta l’école primaire du village, où il obtint le certificat d’études primaires. Agriculteur lui-même, il débuta très tôt des activités politiques et syndicales, consacrant l’essentiel de sa vie à la défense des travailleurs de la terre.
Gérard Vée adhéra tout d’abord en 1930 à la Ligue des droits de l’Homme, à la section de Treigny-Sainpuits dont il devint secrétaire. Puis, l’année suivante, il rejoignit la SFIO. En 1933, il s’efforça de créer dans l’Yonne une section de la Confédération nationale paysanne (CNP), organisation socialisante. Son action militante s’interrompit provisoirement du fait de son départ au service militaire qu’il accomplit au 408ème Régiment de chars de combat (RCC) à Lunéville, en 1934-1935.
Revenu à la vie civile, Gérard Vée participa à la création des « Foyers paysans de culture et d’émancipation intellectuelle », dont il était le secrétaire et devint rédacteur du journal de la CNP, La Volonté paysanne (1935-1939). Avec l’ancien député de l’Yonne, Maxence Roldes, il fonda, fin 1936, la fédération de l’Yonne de la CNP. Puis, Gérard Vée devint l’un des adjoints d’Elie Calvayrac, le fondateur du mouvement. Après la victoire du Front populaire et la création de l’Office du blé, il a été désigné comme secrétaire général de la Fédération nationale des coopératives de blé, de janvier 1937 à 1939, et entra au secrétariat parisien de la CNP en janvier 1938. Il collabora à L’Ordre et au Populaire où il animait la page agricole (1938-1939) et appartint à la commission agricole de la SFIO dès 1938. Il prit une part active à la vie intérieure du parti, alors que celui-ci se divisait sur la question de la guerre. Dans l’ancienne fédération de Gustave Hervé marquée par la tradition pacifiste, il prit une position à contre-courant en étant membre du comité de direction du journal Agir pour la paix, pour le socialisme, aux côtés des deux députés socialistes spécialistes des questions agricoles François Tanguy Prigent et Georges Monnet, il se situait avec eux dans le camp des fervents antimunichois. À la veille de la guerre, il publia un ouvrage intitulé L’exode rural.
Mobilisé en septembre 1939, au 408e régiment des pionniers, Gérard Vée fut fait prisonnier en juin suivant. Captif dans des stalags en Allemagne durant trente-cinq mois, il a été rapatrié avec un contingent de techniciens agricoles, le 12 décembre 1942, dans le cadre d’échange de paysans contre des ouvriers, négocié avec les Allemands. Une tentative d’évasion en septembre 1941 avait échoué, après une cavale de 800 kilomètres.
Aussitôt revenu en France, il entra dans le mouvement Libération-Nord, sous le pseudonyme de François Lejeune (son frère Gaston Vée étant responsable dans l’Yonne), puis, en 1943, créa un mouvement d’anciens prisonniers, le mouvement clandestin des Prisonniers rapatriés et résistants, distinct du Mouvement national des prisonniers de guerre et déportés (MNPGD) qu’il jugeait vichyste. Il fonda le journal La Défense des prisonniers qui devint La République combattante, au début de 1944. Désigné secrétaire de la commission de l’agriculture du Conseil national de la Résistance, Gérard Vée utilisa les Foyers paysans comme boîte aux lettres. Il fonda encore, avec Tanguy Prigent, La Résistance paysanne, journal socialisant qui devint, à la Libération, le journal de la Confédération générale de l’agriculture (CGA). Deux ans plus tard, il jugeait que ce transfert avait été une erreur.
À la Libération, Gérard Vée était présent sur de très nombreux fronts politiques et médiatiques, tout en étant chef du secrétariat particulier de Tanguy Prigent, devenu ministre de l’agriculture, de septembre 1944 jusqu’à son élection au Parlement. Il réorganisa la fédération socialiste, le secrétaire Raymond Vauthier étant déporté, et prépara avec elle les élections législatives. Dans le même temps, il jouait un rôle important à la CGA ; il était le rédacteur en chef du journal, La Moisson, que la SFIO cherchait à implanter dans le monde agricole dès lors qu’elle constata l’échec de sa politique unitaire. Collaborateur de la Radio française et de la BBC en 1944 et 1945, il créa et dirigea encore, de 1945 à 1950, un autre hebdomadaire agricole La France rurale.
Gérard Vée fut élu au quotient, en octobre 1945, député de l’Yonne, à la première Assemblée nationale constituante, sur une liste SFIO-UDSR (Union démocratique et socialiste de la Résistance). Elle recueillit 38 442 voix sur 132 268 suffrages exprimés. Il fut nommé membre de la commission des affaires économiques, des douanes et des commandes commerciales et, à la commission de l’agriculture et du ravitaillement. Il déposa des propositions de loi visant à créer divers offices nationaux, du bois ou du machinisme agricole, présenta le rapport qui conduisit à la création d’offices agricoles départementaux, et des propositions de loi visant à la défense des emplois des anciens prisonniers et déportés de l’administration. Il participa activement à la vie parlementaire, en rédigeant de nombreux amendements, à l’élaboration de la loi portant statut du fermage et du métayage présentée par Tanguy Prigent. Porte parole de la Résistance paysanne, Gérard Vée mit en cause la présence à l’Assemblée de Camille Laurens, député du Cantal, ancien syndic national adjoint de la Corporation paysanne, titulaire de la francisque. Dénonçant le caractère « fasciste » de cette organisation, il ajouta : « la Corporation était au service de l’ennemi pour effectuer à sa place les impositions le ramassage des produits agricoles ». Il obtint l’invalidation de Laurens et son renvoi devant la Justice.
Réélu député le 2 juin 1946, à la deuxième Assemblée nationale constituante et à la plus forte moyenne, en dépit de la perte d’un tiers de ses voix (25 701 voix sur 136 648 suffrages exprimés), Gérard Vée a été reconduit dans les mêmes commissions.
Le 10 novembre 1946, Gérard Vée fut une nouvelle fois réélu député à la première Assemblée législative de la Quatrième République, avec 25 176 voix sur 128 820 suffrages exprimés. Reconduit à la commission de l’agriculture le 17 décembre 1946, il y siégea jusqu’à la fin de la législature et en devint secrétaire le 20 janvier 1949. Il appartenait aussi selon les années à la commission de la presse, à la commission des affaires étrangères et de la commission du ravitaillement. Le 17 février 1947, il intégra la commission parlementaire d’enquête sur les vins qui le désigna comme rapporteur général. Enfin, il fut juré près de la Haute Cour de justice. Il se montra un parlementaire particulièrement actif, déposant trente-cinq textes, présentant des rapports et intervenant à la tribune (voir notice du Dictionnaire des Parlementaires).
Gérard Vée, se représenta volontairement à la deuxième place sur la liste pour les législatives du 17 juin 1951. Il fit campagne pour son compagnon de résistance, Jacques Rébeyrol. Leur liste ne rassembla que 14 301 suffrages sur 124 774 exprimés. Gérard Vée arriva en tête des candidats socialistes avec 15 014 voix. Ayant cessé d’être parlementaire, il fut chargé, en 1951-1952, de la productivité agricole en Europe par la Mutual security Agency, organisme qui assurait les prolongements du plan Marshall.
Le 27 avril 1953, frappé par la poliomyélite, Gérard Vée dut être hospitalisé durant près d’un an. Il raconta son expérience dans le livre Condamné, Lève toi (Gallimard 1954). Guéri mais atteint d’une infirmité, il reprit son activité professionnelle en obtenant sa réintégration à l’office des Céréales, au poste qu’il a occupé en 1945.
Le 2 janvier 1956, l’ancien parlementaire figurait encore en deuxième position, derrière Jacques Piette, sur la liste SFIO aux législatives. Seul Piette fut élu, avec 12 991 voix sur 132 132 suffrages exprimés. Gérard Vée se présenta de nouveau à une législative partielle en juillet 1956, après l’invalidation du poujadiste Jean Lamalle et la démission de l’indépendant Jean Chamant qui refusait d’être proclamé élu à la place de celui-ci. Gérard Vée n’arriva qu’en cinquième position,. Jean Chamant fut réélu au second tour, avec 56,1 % des voix.
La carrière personnelle de Gérard Vée suivit les aléas de la vie politique nationale de son parti. Membre du cabinet de Guy Mollet, de janvier 1956 à juillet 1957, il devint commissaire adjoint au pavillon de l’Algérie à l’exposition universelle de Bruxelles. Puis, il retourna au ministère de l’agriculture, où il fut chargé de mission de 1958 à 1974. Enfin, ayant pris sa retraite du ministère de l’agriculture, il intégra le Conseil économique et social, où il appartint à la section des activités sociales, de 1975 à 1976, et à la section du cadre de vie, de 1978 à 1980.
Gérard Vée participa activement durant la IVe République à la vie politique intérieure de son parti. Dans la SFIO, il appela à s’abstenir sur le vote du rapport moral au congrès fédéral d’août 1946, n’appuyant donc ni la direction de Daniel Mayer issue de la Résistance, ni l’opposition de Guy Mollet soutenue par son camarade Tanguy Prigent. Candidat non élu au comité directeur au congrès de 1947, 1948, il redevint secrétaire de la fédération SFIO en 1949, remplaçant jusqu’en 1955 Daulle, malade. Vée appuya le retour au pouvoir du général de Gaulle en 1958. Aux sénatoriales de juin 1958, tête de liste “républicaine”, il refusa l’engagement que lui proposaient les communistes pour qu’ils acceptent de se désister en sa faveur. Ils lui demandaient de condamner de Gaulle « porté au pouvoir par les coups de force d’Alger et d’Ajaccio », puis après son refus de proclamer qu’il prenait position contre « toute dictature personnelle » et « pour la défense des libertés fondamentales ». Vée s’éloigna rapidement du gaullisme et, dès 1961, il se montrait très critique. Laïque, il était délégué cantonal de l’Éducation nationale en 1962.
À partir de 1958, une deuxième carrière politique, locale, s’ouvrit pour Gérard Vée. Alors qu’il avait été battu au conseil général en 1949 à Bleneau (avec 839 voix sur 2 668 votants), il l’emporta de justesse en 1958 à Saint-Sauveur-en-Puisaye, le sortant ne se représentant pas. Il représenta le canton de 1958 à 1982, prenant progressivement des responsabilités au sein de l’Assemblée départementale de l’Yonne ; rapporteur général du budget, il fut nommé de 1979 à 1982 premier vice-président du conseil général. Il fut enfin élu conseiller municipal de Sainpuits en 1971 et présida alors plusieurs syndicats intercommunaux d’électrification, d’eau ou à but scolaire.
Ancien parlementaire et élu local implanté, Vée était bien intégré dans le tissu des réseaux départementaux. Délégué cantonal de l’éducation nationale, il fut secrétaire général puis président adjoint de la Fédération nationale des combattants républicains et également président de l’Union départementale de l’Yonne de l’Union française des anciens combattants et victimes de guerre. Il restait donc un candidat socialiste incontournable pour les élections parlementaires : candidat au Conseil de la République en juin 1958, puis à l’Assemblée nationale dans la première circonscription de l’Yonne en novembre suivant (il obtient 4 927 suffrages au premier tour sur 53 415 inscrits et 37 891 exprimés et 3 339 au second tour), il se représenta au Sénat en 1959, puis de nouveau à l’Assemblée nationale en 1962 (4 822 suffrages sur 53 013 inscrits et 32 401 votants au premier tour).
Après la fin de la guerre d’Algérie, Gérard Vée s’éloigna de la SFIO. Il approuvait dans une lettre datée du 30 novembre 1962, André Philip qui avait appelé à faire un parti « socialiste libéral ».
Déjà, dans les années cinquante, il s’était engagé dans le mouvement des Clubs et s’était progressivement rapproché de François Mitterrand. Membre du Club des Jacobins depuis 1953, il appartint au Club des Montagnards en 1957, puis intégra le groupe national de travail de « L’Atelier républicain » en 1964. Après les élections présidentielles de 1965, il rejoignit la Convention des institutions républicaines (CIR). En 1967, il était suppléant de Louis Périllier, élu député de la Fédération de la Gauche démocrate et socialiste (FGDS). Avec lui, il rejoignit le parti socialiste en 1971. Membre du conseil d’administration de la FNESER en mars 1973, il a été candidat au sénat, pour l’élection partielle du 3 juin suivant, mais ne fut pas soutenu par la fédération qui lui préféra l’ancien secrétaire fédéral du SNI et trésorier général de la MGEN Lucien Chevalier par 180 mandats, contre 51. Il démissionna du PS le 5 mai (il évoquait « l’irritante petite guerre » menée contre lui depuis des années). Il fut exclu par le comité directeur le 23 mai 1973 qui estima qu’il « s’était mis hors du parti » en maintenant sa candidature. Il semble que la divergence portait aussi sur la signature du programme commun
Gérard Vée adhéra au Mouvement démocratique de France de Max Lejeune. En 1978, il se présenta pour la dernière fois aux élections législatives, dans la dixième circonscription de Paris, comme candidat « Démocratie socialiste-Union pour la démocratie française ».
Le dernier combat de Gérard Vée fut en faveur des handicapés et des malades de la poliomyélite. Président fondateur de plusieurs associations de handicapés et blessés, dont le Comité national pour l’insertion et la promotion des handicapés moteurs, il fonda la première maison de repos spécialisée pour convalescents handicapés en 1960. Il fut aussi directeur de la revue Santé information France handicapés moteurs et présida « l’Association pour la formation et le perfectionnement des travailleurs sociaux » de Bourgogne-France-Comté, de 1967 à 1982. C’est dans le cadre de ce combat qu’il a écrit le Mémento du handicapé moteur en 1972. Il était enfin président actif, puis président d’honneur de la Société des Amis de Colette.
Gérard Vée, titulaire de la croix de guerre 1939-1945, de la croix d’officier de la Légion d’honneur, était officier du Mérite agricole et officier de la Santé publique. Il disparut le 11 janvier 1986 à Paris.

## Décorations
- Officier de la Légion d'honneur
- Croix de guerre 1939–1945
- Officier de l'ordre du Mérite agricole

## Mandats
- Député de l'Yonne lors de l'Assemblée Constituante de 1946, et de nouveau pour la première législature de la IV ème République

- Conseiller général du canton de Saint-Sauveur-en-Puisaye à quatre reprises  (1958-1982).